# Titanio
El titanio es un elemento químico de símbolo Ti y número atómico 22 que se sitúa en el grupo 4 de la tabla periódica de los elementos. Es un metal de transición de color gris, baja densidad y gran dureza. Es muy resistente a la corrosión por agua del mar, agua regia y cloro.
Fue descubierto independientemente en 1791 por William Gregor en una mina de Cornualles, Gran Bretaña, y en 1795 por Martin Heinrich Klaproth, que lo nombró «titanio» por los titanes de la mitología griega.[cita requerida] Este elemento abunda en depósitos de minerales, principalmente en forma de óxidos como el rutilo y la ilmenita, ampliamente distribuidos en la corteza terrestre y la litosfera; también se encuentra en los seres vivos, cuerpos de agua y objetos extraterrestres. La extracción de este metal a partir del mineral se realiza mediante el método de Kroll o por el método de Hunter. El compuesto más común es el dióxido de titanio, utilizado para la fotocatálisis y la fabricación de pigmentos de color blanco. Otros compuestos habituales son el tetracloruro de titanio (TiCl4), un componente catalizador, y el tricloruro de titanio (TiCl3), que se utiliza como catalizador en la producción de polipropileno.
En estado puro presenta una elevada resistencia a la corrosión y la mayor proporción de dureza-densidad de todos los elementos metálicos. El titanio es tan fuerte como algunos aceros, pero su densidad es menor. Tiene dos formas alotrópicas y cinco isótopos naturales que van desde 46Ti hasta 50Ti, siendo 48Ti el más abundante de ellos.
El titanio puede formar aleaciones con el hierro, el aluminio, el vanadio y el molibdeno entre otros elementos, idóneas por sus propiedades de ligereza y resistencia para la construcción de maquinaria para aplicaciones aeroespaciales —motores de reacción, misiles y naves espaciales—, militares, industriales —almacenamiento y transporte de productos químicos y petroquímicos, y plantas de desalinización—, en la automoción, para prótesis médicas e implantes ortopédicos, instrumentos e implantes dentales, aparatos deportivos, joyería o teléfonos móviles.

## Características

### Propiedades físicas
El titanio es el elemento metálico que posee la mayor proporción de dureza-densidad. Es un metal tenaz, con una baja densidad y alta ductilidad (especialmente en ambientes libres de oxígeno), de color blanco metálico. Su punto de fusión es relativamente alto, sobre los 1668 °C (1941 K), lo que hace que sea útil como metal refractario. Es paramagnético y presenta baja conductividad eléctrica y térmica.
Las aleaciones comerciales de titanio, con una pureza del 99,2%, tienen una tensión de rotura de unos 434 MPa (63 000 psi), equivalente a la de las aleaciones comunes de acero pero con una menor densidad que estas. El titanio tiene una densidad un 60% mayor que el aluminio, pero es el doble de fuerte que la aleación de aluminio más común 6061-T6. Algunas aleaciones de titanio consiguen una tensión de rotura sobre los 1400 MPa (200 000 psi). Sin embargo, el titanio pierde resistencia cuando se calienta a temperaturas superiores a los 430 °C (703 K). El titanio no es tan duro como algunas graduaciones de acero tratado, y su trabajo a máquina requiere ciertas precauciones, ya que puede presentar uniones defectuosas de no emplear los métodos correctos de enfriado. Al igual que las de acero, las estructuras de titanio tienen un límite de fatiga que garantiza la longevidad de sus aplicaciones.
Es un metal alotrópico dimórfico. Su estructura cristalina en estado alfa tiene forma hexagonal y se torna en una forma cúbica centrada en el cuerpo al pasar al estado beta, a una temperatura de 882 °C (1155 K). El calor específico de su forma alfa se incrementa drásticamente al calentarse hasta la temperatura de transición para después bajar y mantenerse relativamente constante en la forma beta, sin afectarle la temperatura. Al igual que para el circonio y el hafnio, existe una fase adicional omega, termodinámicamente estable a altas presiones pero metaestable a presión ambiente, que generalmente es hexagonal o trigonal.

### Propiedades químicas

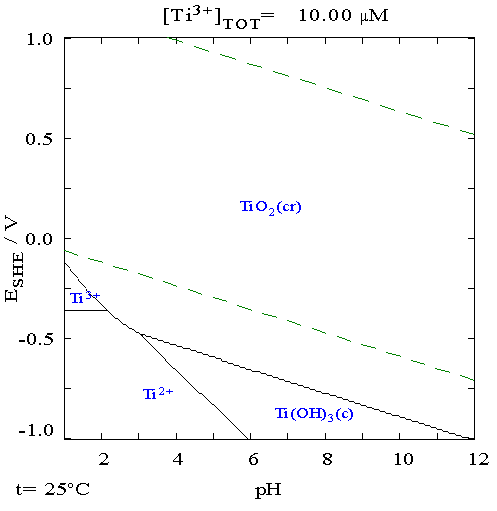
Diagrama de Pourbaix para el titanio

Al igual que el aluminio y el magnesio, el titanio y sus aleaciones se oxidan cuando están expuestos al aire. El titanio reacciona con el oxígeno a temperaturas de 1200 °C (1470 K) en el aire y 610 °C (883 K) en oxígeno puro, formando dióxido de titanio. Sin embargo, las reacciones de oxidación en contacto con el aire y agua son lentas, debido a la pasivación que forma una capa de óxido que protege al resto del metal ante su propia oxidación. Inicialmente, cuando se forma esta capa protectora solo tiene entre 1 y 2 nm de grosor, aumentando de tamaño lentamente hasta conseguir los 25 nm en un período de cuatro años.
El titanio presenta una gran resistencia a la corrosión, comparable a la del aluminio, capaz de resistir el ataque de ácidos minerales fuertes como el sulfúrico y otros oxoácidos, de la mayoría de ácidos orgánicos y de soluciones de cloro. Sin embargo, los ataques de ácidos concentrados sí producen una mayor corrosión. El titanio es termodinámicamente muy reactivo, como indica el hecho de que el metal comience a arder antes de conseguir el punto de fusión, y la propia fusión solo es posible en una atmósfera inerte o en el vacío. Se combina con el cloro a una temperatura de 550 °C (823 K), reacciona con el resto de halógenos y absorbe hidrógeno.
Es uno de los pocos elementos que arden en nitrógeno puro, reaccionando a una temperatura de 800 °C (1070 K) para formar nitruro de titanio, lo que causa una pérdida de ductilidad en el material.

### Abundancia
| País          | Miles de toneladas | % del total |
| ------------- | ------------------ | ----------- |
| Australia     | 1300               | 19,4        |
| Sudáfrica     | 1160               | 17,3        |
| Canadá        | 700                | 10,4        |
| India         | 574                | 8,6         |
| Mozambique    | 516                | 7,7         |
| China         | 500                | 7,5         |
| Vietnam       | 490                | 7,3         |
| Ucrania       | 357                | 5,3         |
| Otros países  | 1103               | 16,5        |
| Total mundial | 6700               | 100         |

El titanio siempre aparece naturalmente unido a otros elementos. Es el noveno elemento y séptimo metal más abundante en la corteza terrestre, suponiendo un 0,63% de su masa. Está presente en la mayoría de rocas ígneas y sedimentarias, así como en diversas formas de vida y cuerpos de agua naturales. De los 801 tipos de rocas ígneas analizadas en un estudio de la United States Geological Survey, 784 contenían titanio, y su proporción en el suelo resultó ser de entre 0,5 y 1,5%.
Su aparición se produce principalmente en los minerales anatasa, brookita, ilmenita, perovskita, rutilo y titanita. Entre todos estos minerales, solo el rutilo y la ilmenita presentan importancia económica, a pesar de ser difíciles de encontrar en altas concentraciones. En 2011 se extrajeron alrededor de seis millones de toneladas de rutilo y alrededor de 0,7 millones de toneladas de ilmenita en todo el mundo. Los depósitos más significativos de ilmenita se encuentran en Australia, Canadá, China, India, Mozambique, Nueva Zelanda, Noruega, Ucrania y Sudáfrica. También en 2011 se produjo un total de 186 000 toneladas de escoria de metal de titanio, en su mayoría en China (60 000 t), Japón (56 000 t), Rusia (40 000 t), Estados Unidos (32 000 t) y Kazajistán (20 700 t). El total de las reservas de titanio en la Tierra se estiman en ese mismo año por encima de los 600 millones de toneladas.
La concentración molar de titanio en los océanos es de aproximadamente 4 picomoles. A una temperatura de 100 °C (373 K) la concentración en el agua se estima en menos de 10−7 M en pH 7. No hay evidencias que indiquen cuál es el papel biológico del titanio, a pesar de que algunos organismos particulares presentan altas concentraciones.
Este metal también se detectó en meteoritos, en el Sol y en estrellas de tipo M, el tipo más frío de estrellas con una temperatura en la superficie de unos 3200 °C (3470 K). Las rocas traídas desde la Luna en la misión Apolo 17 están compuestas de un 12,1% de TiO2.

### Isótopos
Se encuentran cinco isótopos estables en la naturaleza: 46Ti, 47Ti, 48Ti, 49Ti e 50Ti, siendo 48Ti el más abundante de ellos con un 73,8% de abundancia natural. Se caracterizaron once radioisótopos, siendo los más estables 44Ti con un período de semidesintegración de 63 años, 45Ti con un período de 184,8 minutos, 51Ti con un período de 5,76 minutos y 52Ti con un período de 1,7 minutos. Para el resto, sus vidas medias son de menos de 33 segundos, y la mayoría de menos de medio segundo.
Los isótopos de titanio tienen pesos atómicos que van desde 39,99 Da (40Ti) hasta 57,966 de la (58Ti). El principal método de desintegración antes del isótopo estable más abundante 48Ti es la captura electrónica, mientras que luego de este es la desintegración beta. Los productos de esta desintegración antes del 48Ti son isótopos del elemento 21 (escandio), y los posteriores son isótopos del elemento 23 (vanadio). El titanio se torna radiactivo cuando es bombardeado con deuterio, emitiendo principalmente positrones y rayos gamma.

## Compuestos

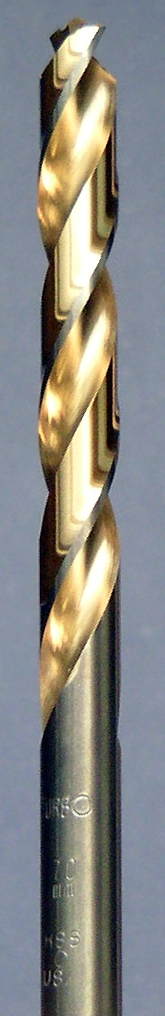
Broca de taladro recubierta con TiN

El estado de oxidación +4 domina la química del titanio, pero también son comunes los compuestos en el estado +3. El titanio adopta habitualmente una geometría de coordinación octaédrica en sus compuestos, con la notable excepción tetraédrica del TiCl4. Los compuestos de titanio(IV) presentan un alto grado de unión covalente debido su alto estado de oxidación.

### Óxidos, sulfuros y alcóxidos
El óxido más importante del titanio es el dióxido de titanio TiO2, que existe principalmente en la anatasa, la brookita y el rutilo, todos ellos sólidos diamagnéticos blancos. En estos compuestos se adoptan unas estructuras poliméricas, en las que el Ti se rodea de seis ligandos del óxido que se unen con otros centros de Ti.
El término titanato suele emplearse para hacer referencia a los compuestos del titanio(IV), como por ejemplo el titanato de bario (BaTiO3). Con una estructura como la de la perovskita, este material posee propiedades piezoeléctricas y se emplea como transductor en la interconversión de sonido y electricidad. Los zafiros de estrella y los rubís obtienen su asterismo por la presencia de impurezas del dióxido de titanio.
Se conocen diversos óxidos reducidos del titanio. Ti3O5, descrito como Ti(IV)-Ti(III), es un semiconductor de color púrpura producido por reducción de TiO2 con hidrógeno a altas temperaturas, empleado industrialmente cuando se requiere cubrir superficies con vapor de dióxido de titanio, ya que se evapora como TiO puro mientras que TiO2 se evapora como una mezcla de óxidos y otros depósitos que tienen un índice de refracción variable. Otros óxidos habituales son el óxido de titanio(III) Ti2O3 y el óxido de titanio(II) TiO.
Los alcóxidos de titanio(IV), preparados mediante reacción de TiCl4 con alcoholes, son compuestos incoloros que se convierten en el dióxido al reaccionar con agua. Son de utilidad industrial para depositar TiO2 sólido mediante el proceso sol-gel. El isopropóxido de titanio se emplea en la síntesis de compuestos orgánicos por medio de la epoxidación de Sharpless.

### Nitruros y carburos
El nitruro de titanio (TiN) tiene una dureza equivalente a las del zafiro y el carburo de silicio (9,0 en la escala de Mohs), y se emplea habitualmente como cubierta de herramientas industriales de corte. También se emplea como recubrimiento decorativo de color dorado y como metal de barrera en la fabricación de semiconductores. El carburo de titanio también posee una gran dureza y se emplea asimismo en herramientas de corte.

### Haluros

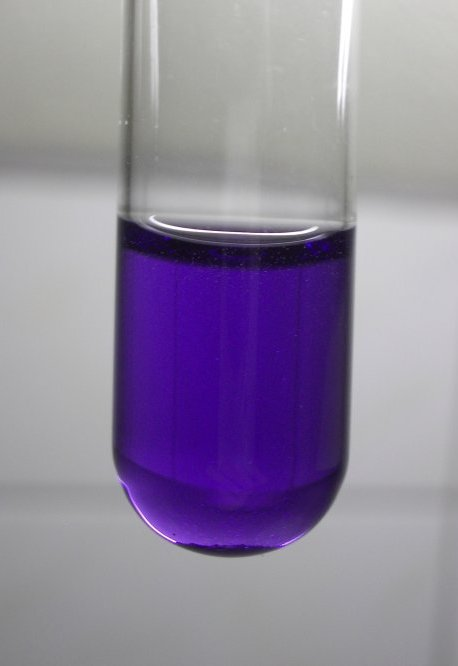
Solución acuosa de tricloruro de titanio

El tetracloruro de titanio TiCl4 es un líquido volátil que en el aire provoca una hidrólisis emitiendo un humo blanco. El TiCl4 se produce por medio del método de Kroll durante la conversión de minerales de titanio en dióxido de titanio. Su uso es extendido en la química orgánica como ácido Lewis. El tetraioduro de titanio TiI4 se genera durante el proceso de van Arkel para la producción de metal de titanio de alta pureza.
El titanio(III) y el titanio(II) también forman cloruros estables. Un ejemplo notable es el tricloruro de titanio, TiCl3, usado como catalizador en la producción de poliolefinas y como agente reductor en la química orgánica.

### Compuestos organometálicos
Los compuestos de titanio cumplen un papel catalizador importante en la polimerización, por lo que los compuestos con enlaces Ti-C fueron estudiados de forma intensiva. Los compuestos de este tipo más comunes son el dicloruro de titanoceno ((C5H5)2TiCl2), el reactivo de Tebbe (C5H5)2TiCH2ClAl(CH3)2 y el reactivo de Petasis (Cp2Ti(CH3)2). El titanio también forma compuestos carbonilos, como por ejemplo el dicarbonilo de titanoceno (C5H5)2Ti(CO)2.

## Historia

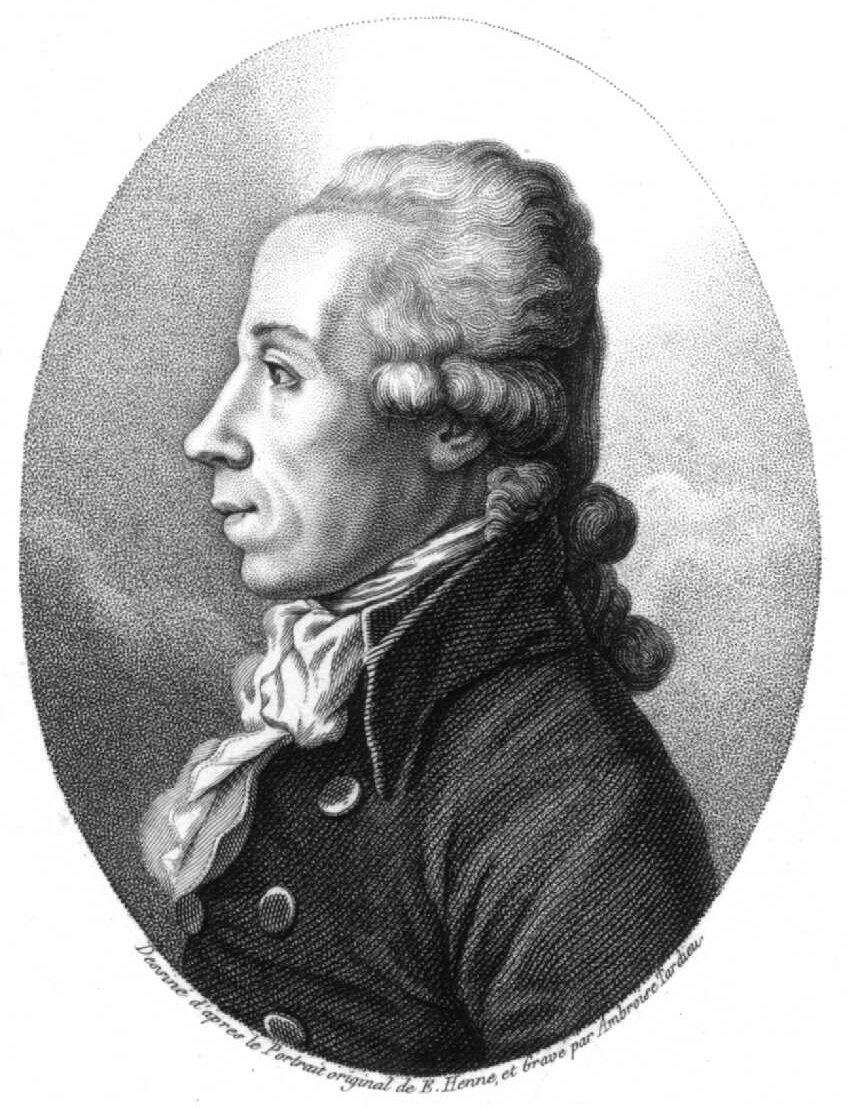
Martin Heinrich Klaproth nombró así el titanio por los titanes de la mitología griega

El titanio fue descubierto dentro de un mineral en Cornualles, Gran Bretaña, en 1791 por el clérigo y geólogo aficionado William Gregor, que por aquel entonces era el pastor de la parroquia de Creed. Reconoció la presencia de un nuevo elemento en la ilmenita al encontrar una arena negra en un riachuelo en la parroquia de Manaccan y observó que la arena era atraída por un imán. Su análisis de la arena determinó la presencia de dos óxidos de metales: óxido de hierro (lo que provocaba la atracción magnética) y una proporción de un 45,25% de otro óxido metálico blanco que no fue capaz de identificar. Como este óxido sin identificar contenía un metal que no cumplía las propiedades de ninguno de los elementos conocidos, informó de su descubrimiento a la Royal Geological Society of Cornwall y a la revista científica alemana Crell's Annalen, dándole el nombre de manacanita.
Hacia la misma época Franz-Joseph Müller von Reichenstein produjo una substancia semejante que tampoco fue capaz de identificar. El óxido fue descubierto de nuevo de forma independiente en 1795 por el químico prusiano Martin Heinrich Klaproth en un mineral de rutilo en la villa húngara de Boinik, en la actual Eslovaquia. Klaproth encontró que el mineral contenía un nuevo elemento y le dio el nombre de titanio por los titanes de la mitología griega. Tras saber del descubrimiento previo de Gregor, obtuvo una muestra de manacanita y confirmó que esta contenía titanio.
Los procesos conocidos para la extracción del titanio desde los diversos minerales que lo contienen resultan complicados y costosos. No es posible reducir el mineral de la forma habitual, calentándolo en presencia de carbono, ya que eso produce carburo de titanio. El titanio metálico puro (99,9%) fue obtenido por primera vez por Matthew La. Hunter en el Rensselaer Polytechnic Institute al calentar TiCl4 con sodio a una temperatura de entre 700 y 800 °C bajo una gran presión, proceso conocido como método de Hunter. El metal de titanio no fue empleado fuera de los laboratorios hasta 1932, cuando William Justin Kroll probó que podía producirse mediante la reducción de tetracloruro de titanio (TiCl4) con calcio. Ocho años después refinó este proceso empleando magnesio y sodio, en el que sería conocido como el método de Kroll. A pesar de que las investigaciones continuaron posteriormente de cara a procesos de obtención más eficientes y baratos, el método de Kroll sigue siendo empleado en la producción comercial de este metal.

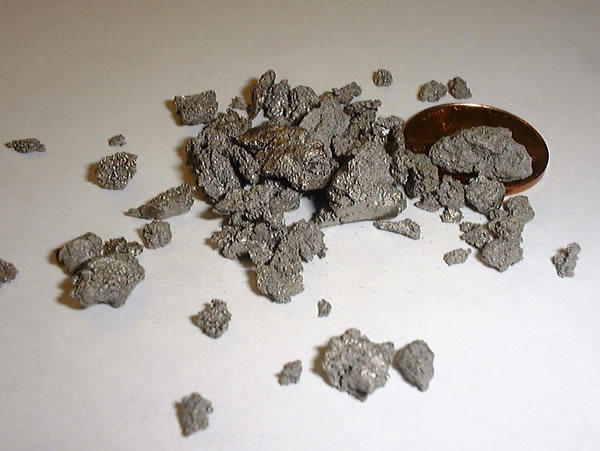
Esponja de titanio obtenida por el método de Kroll

El titanio de gran pureza se obtuvo también en pequeñas cantidades cuando Anton Eduard van Arkel y Jan Hendrik de Boer desarrollaron en 1925 lo que sería llamado método van Arkel-de Boer, que hacía reaccionar diversos metales con yodo para descomponer los yoduros resultantes en filamentos de metal puro.
En las décadas de 1950 y 1960 la Unión Soviética fue pionera en el uso de titanio en aplicaciones militares y submarinas, como por ejemplo en los submarinos clase Alfa y K-278 Komsomolets, como parte de programas relacionados con la Guerra Fría. También a comienzos de la década de 1950 se comenzó a emplear el titanio de forma extensiva en la aviación militar, particularmente en cazas de gran rendimiento como el F-100 Super Sabre, el Lockheed A-12 y el SR-71. Reconociendo la importancia estratégica del titanio, el Departamento de Defensa de los Estados Unidos comenzó también a apoyar los primeros esfuerzos para su comercialización.
Durante toda la Guerra Fría el titanio fue considerado un material estratégico por el Gobierno de los Estados Unidos, que mantuvo grandes reservas de este metal que fueron finalmente agotadas en la década de los 2000. Según datos de 2006, el mayor productor del mundo era la compañía rusa VSMPO-Avisma, que poseía un 29% del mercado mundial de este material. En ese mismo año, la agencia estadounidense DARPA premió con 5,7 millones de dólares a un consorcio de dos empresas para desarrollar un proceso de fabricación de polvo de metal de titanio, con el propósito de emplearlo en la creación de objetos ligeros y resistentes para las industrias aeroespacial, de transporte y químicas. A la fecha de 2015 la esponja de metal de titanio estaba siendo producida en siete países: China, Japón, Rusia, Kazajistán, Estados Unidos, Ucrania e India.

## Producción

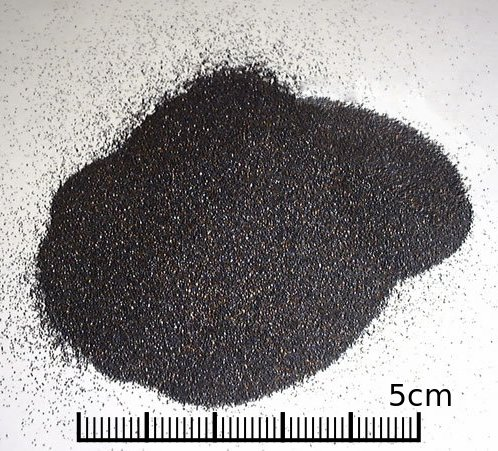
Concentrado de mineral de titanio

La producción de metal de titanio tiene lugar en cuatro pasos principales: reducción del mineral de titanio en una forma porosa de esponja, derretido de la esponja, fabricación primaria donde se convierte en productos de uso general como barras y chapas, y finalmente la fabricación secundaria de las formas finales a partir de los productos primarios.
Al no ser posible su producción mediante la reducción de su dióxido, el metal de titanio se obtiene por medio de la reducción del tetracloruro de titanio TiCl4 con metal de magnesio en el que se conoce como método de Kroll. La complejidad de este proceso de producción explica el alto valor de mercado del titanio, a pesar de ser un proceso más barato que el método de Hunter. Para producir el TiCl4 requerido por el método de Kroll se hace una reducción carbonotérmica en presencia de cloro. En este proceso, el gas de cloro atraviesa una mezcla caliente de rutilo o ilmenita en presencia de carbono. Tras una purificación extensiva por destilación fraccionada, el TiCl4 se reduce con magnesio derretido a 800 °C (1070 K) en una atmósfera de argón. El metal de titanio así obtenido puede purificarse posteriormente siguiendo el método de van Arkel-de Boer, que implica una descomposición térmica de tetrayoduro de titanio.
El proceso más reciente de producción, denominado proceso FFC Cambridge, emplea el polvo de dióxido de titanio como materia prima para la obtención del metal de titanio. Este proceso tiene menos pasos que el método de Kroll, requiere menos tiempo y permite la producción de aleaciones al emplear determinadas mezclas de polvos de óxido. Las aleaciones más comunes del titanio se obtienen por medio de reducción, como por ejemplo en los casos del cuprotitanio (reducción de rutilo con cobre añadido), del titanio ferrocarbonado (ilmenita reducida con coque en una caldera eléctrica) y del manganotitanio (rutilo con manganeso u óxidos de manganeso):
Titanio ferrocarbonado: 2 FeTiO3 + 7 Cl2 + 6 C → 2 TiCl4 + 2 FeCl3 + 6 CO (900 °C / 1170 K)
Manganotitanio: TiCl4 + 2 Mg → 2 MgCl2 + Ti (1100 °C / 1370 K)

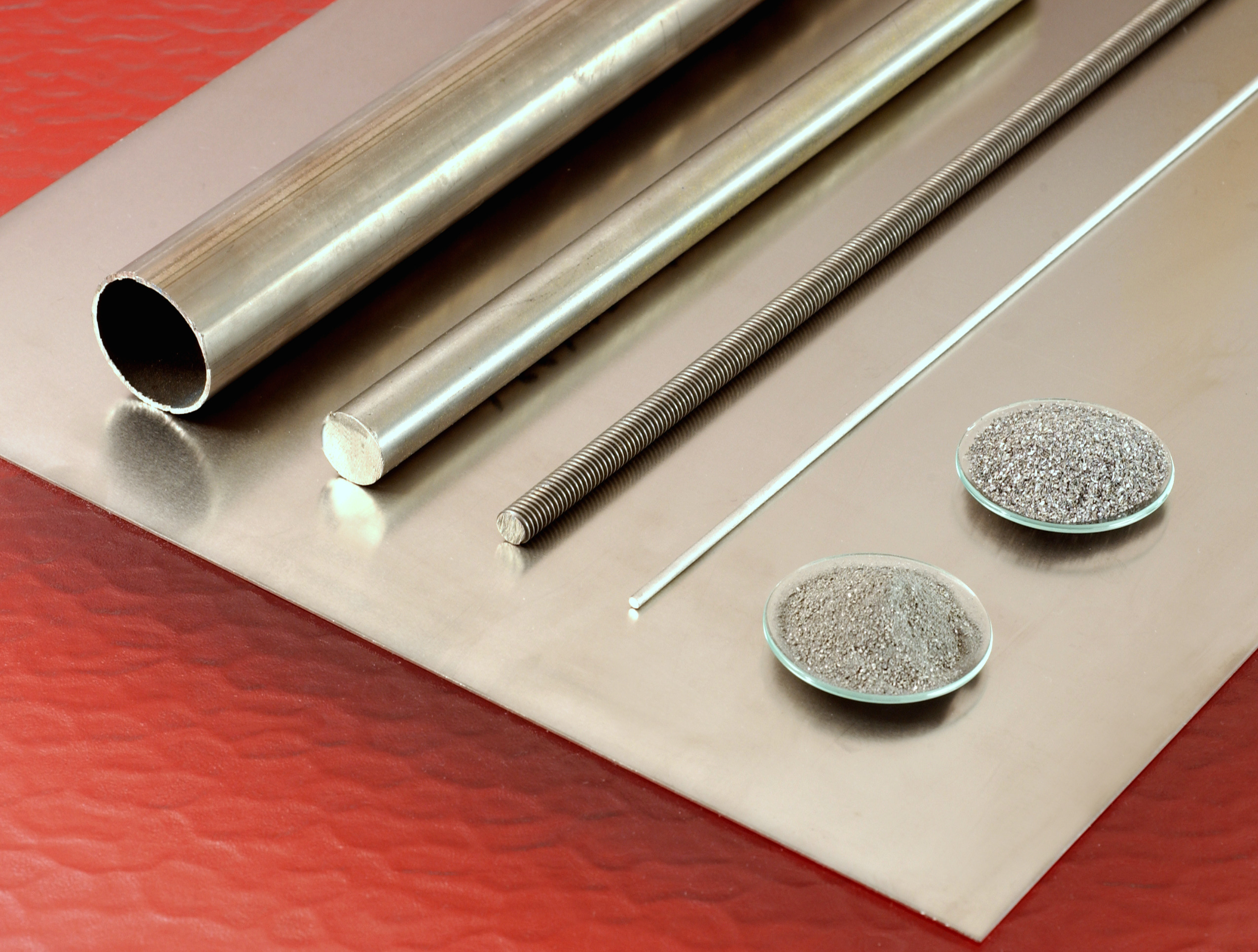
Productos básicos del titanio

Existen alrededor de 50 graduaciones designadas de titanio y de sus aleaciones, aunque solo menos de la mitad de estas tienen una disponibilidad comercial inmediata. La American Society for Testing and Materials (ASTM) reconoce 31 grados de titanio y aleaciones, de los cuales los grados 1 a 4 son comercialmente puros. Estos cuatro grados se diferencian entre ellos por la variación en su tensión de rotura en función del contenido en oxígeno, siendo el grado 1 (0,18% de oxígeno) el más dúctil y el grado 4 (0,40% de oxígeno) el menos dúctil. Los restantes grados son aleaciones, cada una de ellas diseñada para un uso específico, bien sea por su ductilidad, resistencia, dureza, resistencia eléctrica, resistencia a la deformación, resistencia a la corrosión o una combinación de estas propiedades.
Las graduaciones cubiertas por la ASTM y otras aleaciones adicionales se producen para cumplir las especificaciones aeroespaciales y militares SALE-AMS y MIL-T, normas ESO y especificaciones particulares de algunos países, así como especificaciones propias para aplicaciones aeroespaciales, militares, médicas e industriales.
El polvo de titanio se manufactura empleando un proceso de producción en cadena conocido como proceso Armstrong, semejante al proceso en lotes empleado en el método de Hunter. En este proceso Amstrong, un flujo de gas de tetracloruro de titanio se añade a un flujo de metal de sodio derretido. El cloruro de sodio y las partículas de titanio resultantes se extraen filtrando la cantidad extra de sodio. Posteriormente el titanio se separa del cloruro de sodio mediante un lavado con agua. Los subproductos de sodio y cloruro se reciclan para reutilizarse en este proceso y en la producción del tetracloruro de titanio inicial.
En el ámbito de la construcción y fabricación, todas las soldaduras de titanio deben hacerse bajo atmósferas inertes de argón o helio para evitar la contaminación con gases atmosféricos como el oxígeno, el nitrógeno o el hidrógeno. De no ser así, la contaminación puede causar una variedad de condiciones no deseadas, como la pérdida de ductilidad, que a su vez pueden llevar a una reducción de la integridad de la soldadura y fallos en las uniones.
Los productos comerciales planos, como placas y láminas, pueden formarse con facilidad, pero el procesamiento de estas formas debe tener en cuenta que el material posee una "memoria" y tiende a retornar a su forma original, hecho que ocurre especialmente en ciertas aleaciones de gran dureza.
El titanio no puede soldarse sin primero chaparse en un metal que presente una facilidad de soldadura, y puede ser trabajado a máquina con el mismo tipo de equipos y procesos que el acero inoxidable.

## Aplicaciones

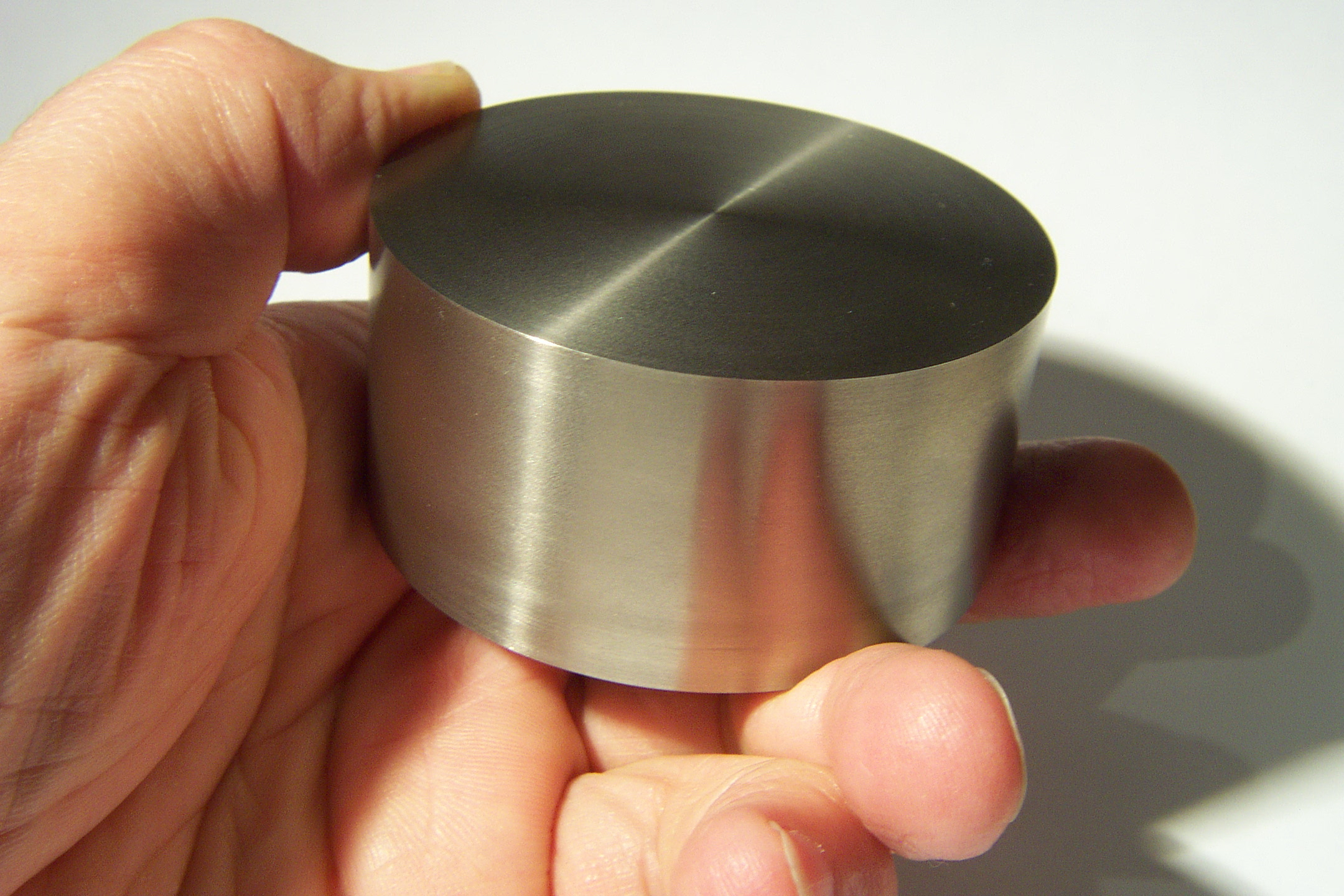
Cilindro de titanio de calidad grado 2

El titanio se emplea en las aleaciones de acero para reducir el tamaño del grano y como desoxidante, y en las de acero inoxidable para reducir su contenido de carbono. Son frecuentes también las aleaciones con aluminio, vanadio, cobre, hierro, manganeso, molibdeno y otros metales.

### Pigmentos y aditivos

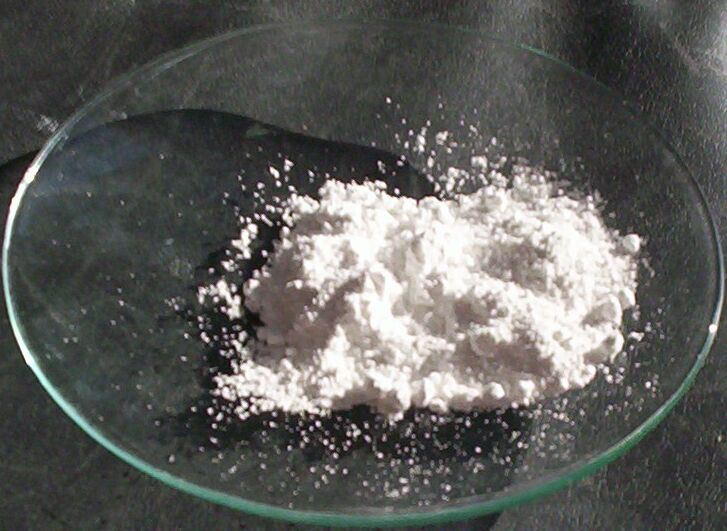
El dióxido de titanio es el compuesto de titanio más empleado.

Alrededor del 95% del mineral de titanio extraído de la Tierra se destina para su refinamiento como dióxido de titanio (TiO
2), usado como pigmento blanco permanente en pinturas, dentífricos y plásticos. También se emplea en el cemento, en gemas, para conseguir opacidad en el papel, y para aumentar la dureza en cañas de pescar de grafito y en palos de golf.
El polvo de TiO
2 es químicamente inerte, resiste el deterioro por luz solar y es muy opaco. Esto permite darle un color blanco brillante a los químicos marrones o grises que forman la mayoría de los plásticos domésticos. La pintura hecha con dióxido de titanio presenta una buena resistencia a las temperaturas extremas, y soporta los ambientes marinos. El dióxido de titanio puro tiene un índice de refracción muy alto y una dispersión óptica mayor que el diamante. Además de ser un pigmento importante, también se utiliza generalmente en los protectores solares.

### Aplicaciones aeroespaciales y náuticas
Gracias a su alta proporción de tensión de ruptura por su densidad, alta resistencia a la corrosión, resistencia a la fatiga y las grietas y la capacidad de soportar temperaturas moderadamente altas sin deformarse, las aleaciones de titanio habitualmente son empleadas en aeronaves, armadura de vehículos, barcos, naves espaciales y misiles. Para estas aplicaciones se emplean aleaciones de titanio con aluminio, circonio, níquel y vanadio, entre otros elementos. Casi dos tercios de todo el metal de titanio producido se emplea en motores y estructuras de aeronaves, pero también se emplea en otros componentes diversos como partes estructurales críticas, trenes de aterrizaje, conductos de escape y sistemas hidráulicos. El avión SR-71 Blackbird fue una de las primeras aeronaves en hacer un uso extensivo del titanio como parte de su estructura, dando paso al uso de este material en las aeronaves modernas. Las estimaciones indican que se emplean unas 59 t en los Boeing 777, 45 t en los Boeing 747, 18 t en los Boeing 737, 32 t en los Airbus A340, 18 t en los Airbus A330 y 12 t en los Airbus A320. El Airbus A380 emplea hasta unas 77 t, incluyendo unas 11 t en sus motores. En cuanto a las aplicaciones para motores, el titanio se emplea en rotores, compresores y componentes de sistemas hidráulicos. Las aleaciones de titanio 6AL-4V suponen casi el 50% de todos los tipos de aleaciones empleadas en las aplicaciones aeronáuticas. Gracias a su alta resistencia a corrosión por agua de mar, el titanio se emplea en la fabricación de árboles de transmisión y cabos, en intercambiadores de calor de las plantas desalinizadoras, en refrigeradores de agua marina en acuarios, sedales y anzuelos, y en los cuchillos de los buceadores. También se emplea para fabricar carcasas y otros componentes de aparatos de vigilancia y observación marina de uso científico y militar. La antigua Unión Soviética desarrolló técnicas de construcción de submarinos con cascos hechos de aleación de titanio, y para la forja de titanio en tubos de vacío.

### Aplicaciones industriales

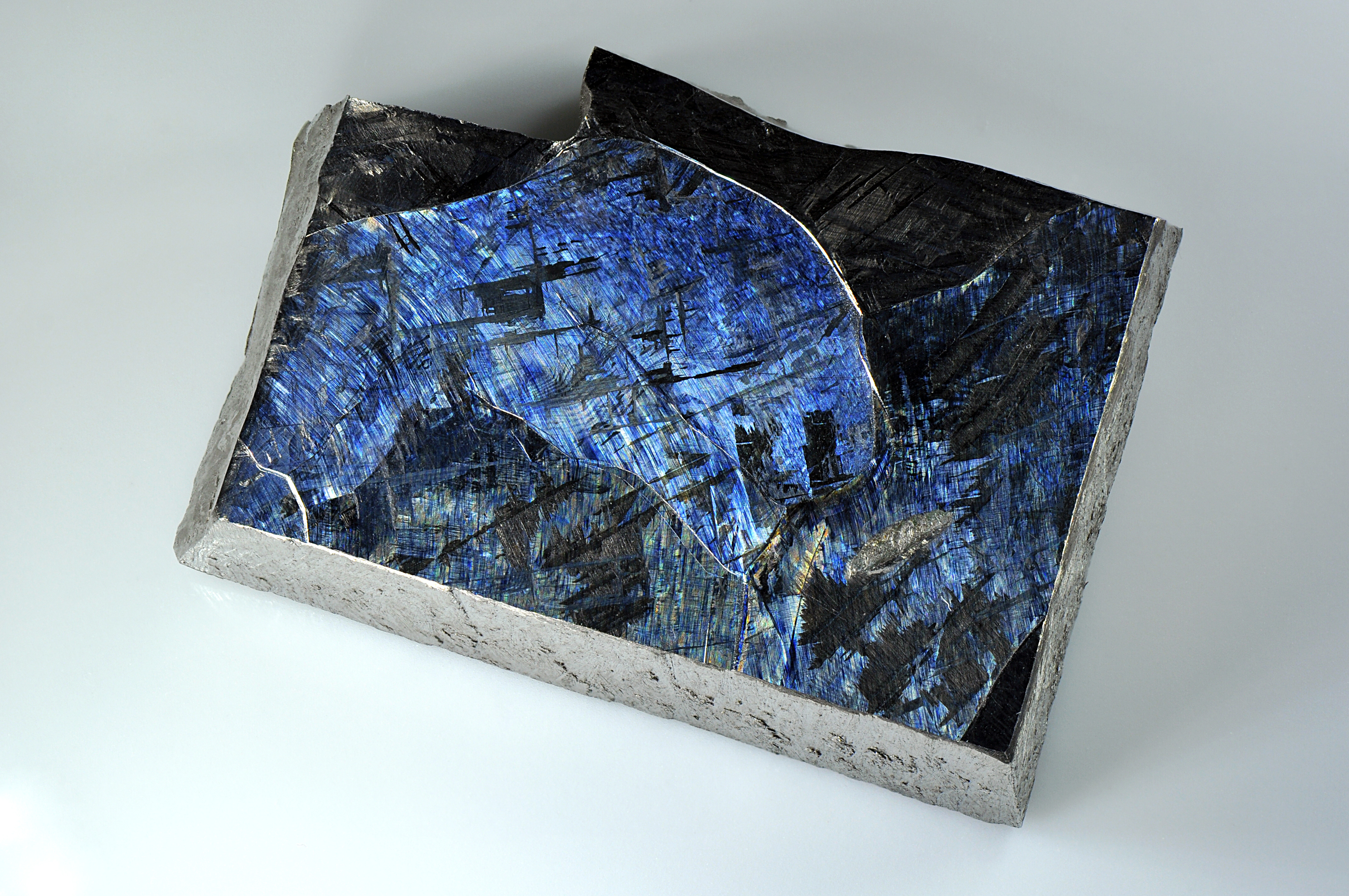
Titanio de alta pureza (99,999%) con cristalitos visibles

Las tuberías soldadas y ciertos equipamientos de titanio, como intercambiadores de calor, tanques, recipientes de encausado y válvulas, se emplean en las industrias químicas y petroquímicas, principalmente debido su resistencia a la corrosión. Ciertas aleaciones específicas se emplean en aplicaciones de perforación y siderometalúrgicas por su dureza, resistencia a corrosión o una combinación de los dos factores. La industria papelera usa el titanio en equipos de encausado expuestos a medios corrosivos como por ejemplo los gases de cloro. Otras aplicaciones industriales del titanio son la soldadura ultrasónica, la soldadura por onda y la pulverización catódica. El tetracloruro de titanio TiCl4 es un intermediario importante en la obtención de dióxido de titanio TiO2; se emplea en la Ziegler-Natta, y también se usa en la fabricación de vidrio iridiscente y cortinas de humo.

### Aplicaciones de consumo y arquitectónicas
El metal de titanio se utiliza en diversas aplicaciones en la automoción, particularmente en el automovilismo y el motociclismo, donde la reducción de peso manteniendo la resistencia y rigidez es un factor crítico.
Este metal es por lo general demasiado caro como para ser comercialmente lucrativo en el mercado general, excepto en productos de alta gama. Algunos modelos de Chevrolet Corvette incluyeron tubos de escape hechos con titanio, y el motor supercargado de los Corvette Z06 usa válvulas de entrada de titanio sólido y ligero, para conseguir una mayor resistencia al calor.
El titanio se emplea también en muchos utensilios deportivos, como por ejemplo raquetas de tenis, palos de golf, mangos de los palos de lacrosse, rejas para cascos de cricket, Hockey, lacrosse y fútbol americano, y marcos y componentes de bicicletas. Las aleaciones de titanio pueden utilizarse también en las monturas de gafas, aumentando su coste pero consiguiendo una reducción de peso y evitando posibles alergias en la piel. Muchos equipos de acampada están hechos de titanio, incluyendo utensilios de cocina, linternas y espeques, que resultan más caros que los utensilios tradicionales de acero y aluminio pero ofrecen un menor peso sin pérdida de dureza y resistencia. El titanio también se usa en la fabricación de herraduras que resultan más ligeras y duraderas que las de acero.

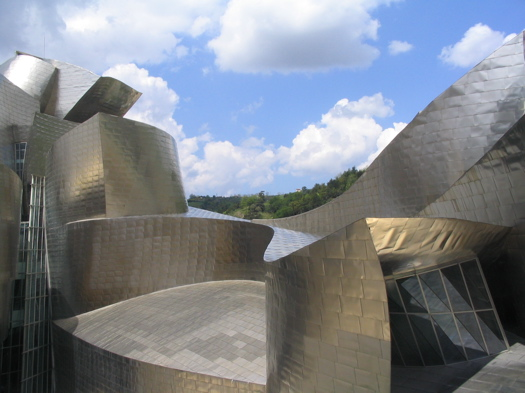
Detalle de la cubierta de titanio del Museo Guggenheim Bilbao

Debido al avance en las técnicas de fabricación de metales y el menor peso en comparación con metales más tradicionales, el uso del titanio en la fabricación de armas de fuego está cada vez más extendido. Por estos mismos motivos se utiliza también en la fabricación de las carcasas de determinados modelos de computadoras portátiles. En ocasiones también se ha usado el titanio en aplicaciones arquitectónicas. El monumento conmemorativo de 40 m de altura en honor de Yuri Gagarin en Moscú está hecho de titanio debido al color de este metal y a su asociación con la industria aeroespacial.
El Museo Guggenheim de Bilbao y la Cerritos Millennium Library en Cerritos, California, fueron los primeros edificios en Europa y Norteamérica respectivamente en construirse con una cubierta de paneles de titanio. Otras construcciones con cubiertas de titanio son el edificio Frederic C. Hamilton en Denver, Colorado y el Monumento a los Conquistadores del Espacio de 107 m de altura en Moscú.

### Joyería

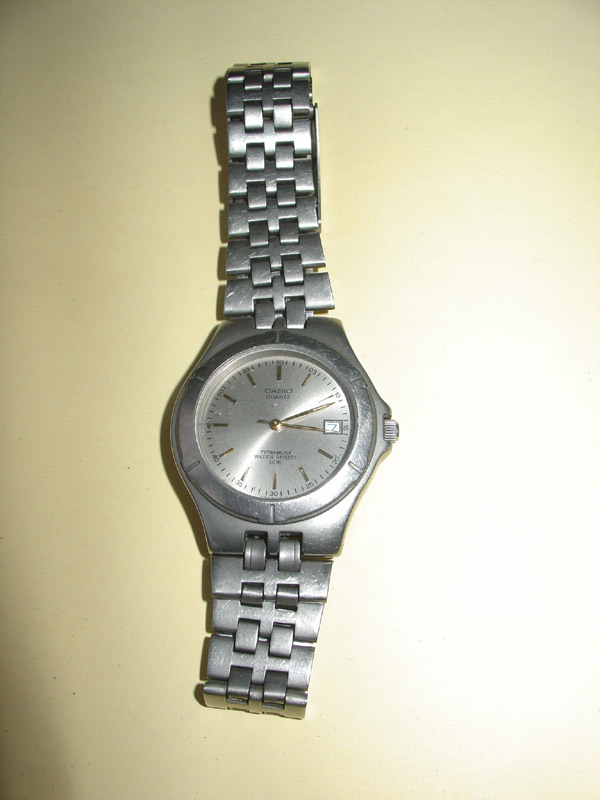
Reloj con cubierta de titanio

Es habitual el uso del titanio en los diseños de joyería, gracias a su durabilidad y propiedades inertes que hacen de este metal una buena elección para evitar posibles alergias y resistir al agua. Puede emplearse en forma de aleación con oro, comercializado como oro de 24 quilates, ya que el 1% de Ti en la aleación no es suficiente para que se rebaje esta calificación. Las piezas hechas con esta aleación adquieren una dureza equivalente a las de 14 quilates, aumentando así su durabilidad.
La durabilidad, ligereza y resistencia de este material lo hacen muy útil en la producción de cubiertas para relojes, y algunos artistas han trabajado con titanio en la producción de esculturas, objetos decorativos y muebles. Debido a su inercia y capacidad de adquirir varios colores, el titanio es un metal habitual en los piercings corporales. Los diferentes colores de estos se obtienen por medio de anodización, variando el grosor de la capa exterior de óxido.

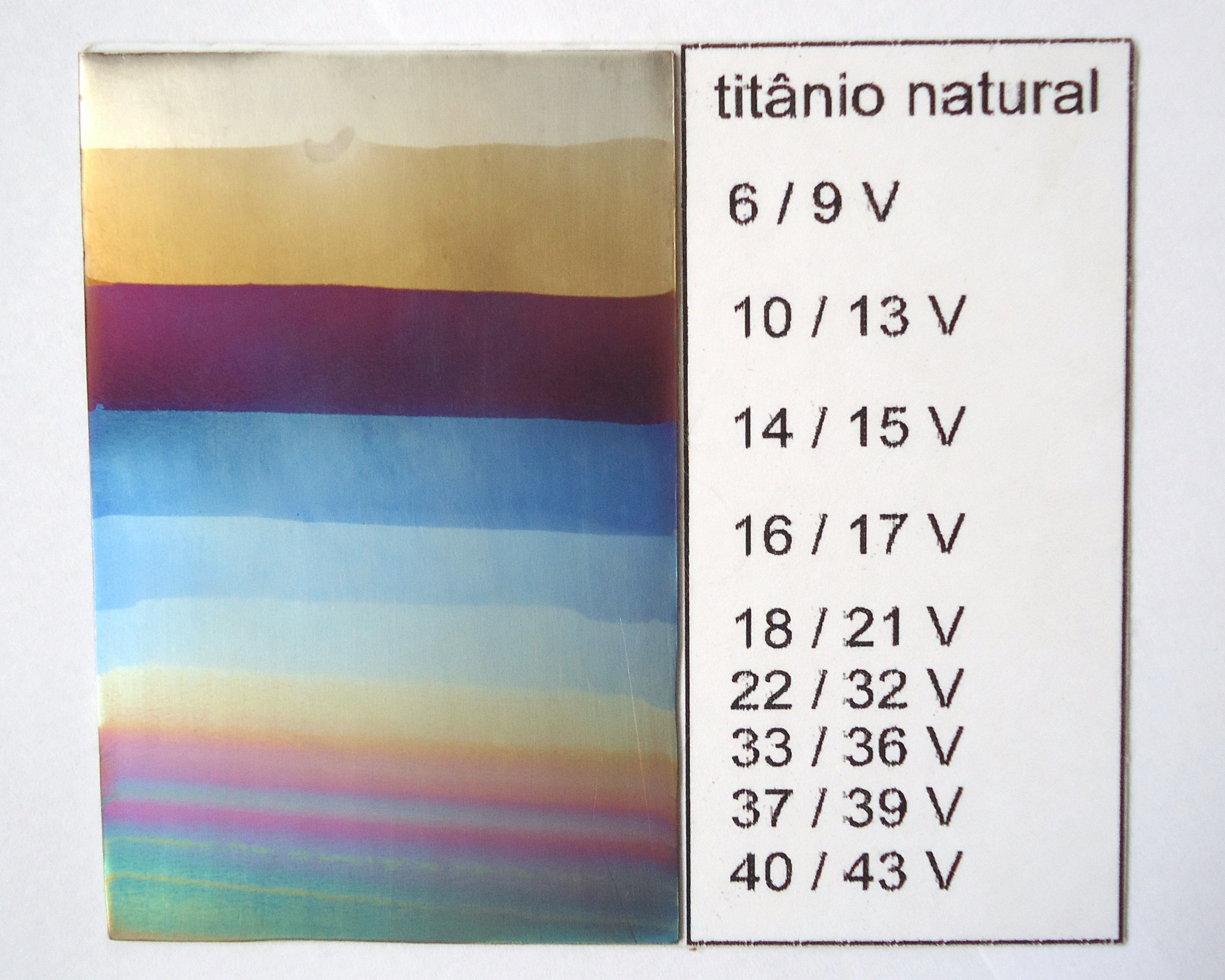
Relación entre tensión eléctrica (voltaje) y el color para el titanio anodizado. (Cateb, 2010)

Su uso en monedas de curso no legal y medallas conmemorativas es algo menos habitual. Como ejemplos, en 1999 Gibraltar hizo pública la primera moneda de titanio, en celebración del nuevo milenio, y el equipo de rugby australiano Gold Coast Titans premió con una medalla de titanio puro a su jugador del año.

### Aplicaciones médicas

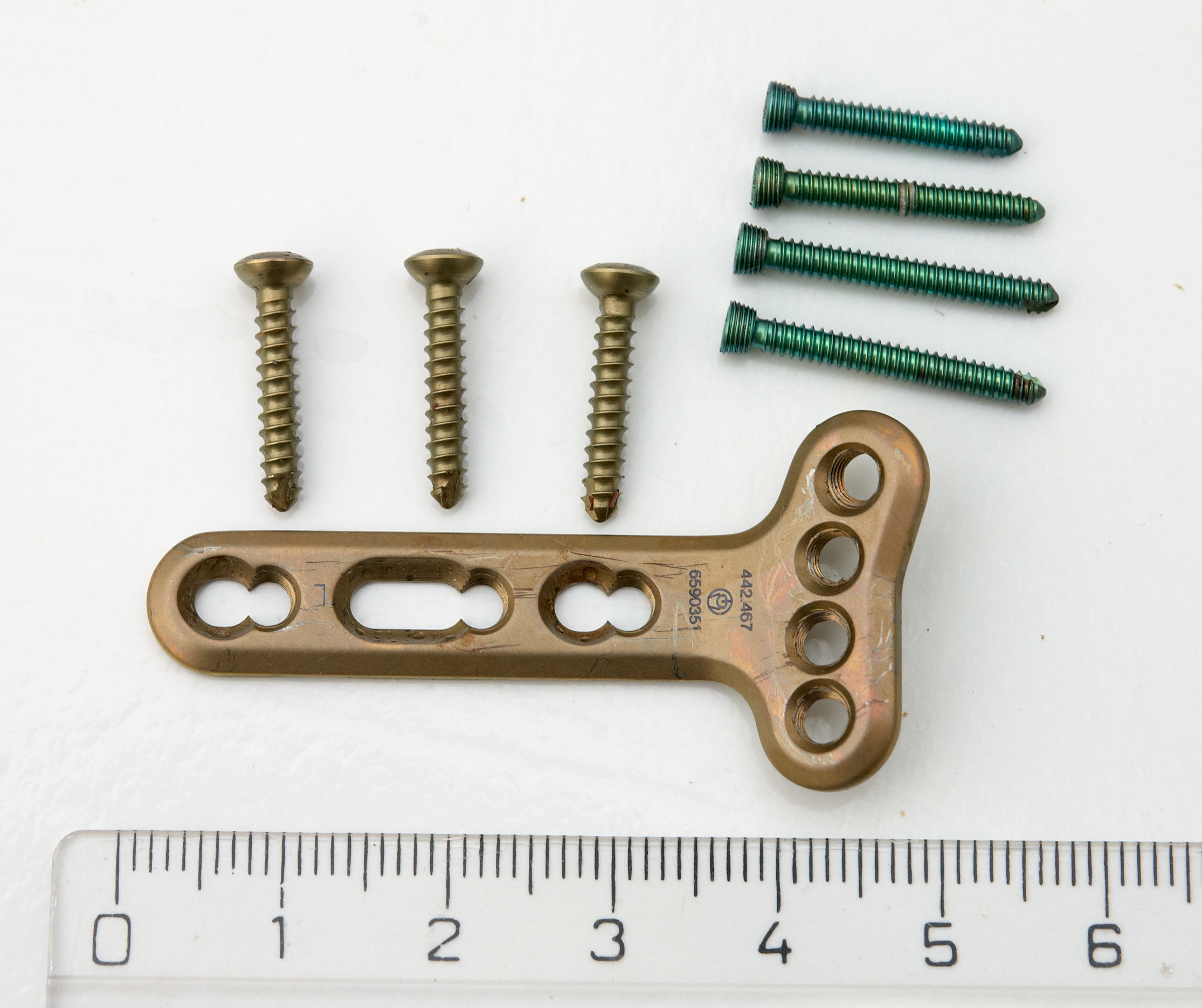
Placa y tornillos de uso médico para ser aplicados en la fractura de la muñeca

El titanio tiene múltiples aplicaciones médicas gracias a su biocompatibilidad, incluyendo herramientas quirúrgicas e implantes médicos. Para estos propósitos el titanio suele emplearse en aleaciones con entre un 4% y 6% de aluminio y un 4% de vanadio.
Gracias a esta facilidad inherente para integrarse en los huesos, resulta muy útil en los implantes dentales y ortopédicos, que pueden llegar a tener una vida útil de hasta 30 años. Estos implantes se benefician de la baja constante elástica que posee el titanio para asemejarse el máximo posible a la de los huesos. Esto consigue que las cargas se repartan de forma más equitativa entre los huesos y el implante, consiguiendo un menor índice de degradación en los huesos y reduciendo la posibilidad de complicaciones médicas relacionadas con el propio implante. Sin embargo, la rigidez de las aleaciones de titanio es el doble de la del hueso, por lo que los huesos adyacentes reciben una menor carga y pueden sufrir deterioro.
Al ser un metal no ferromagnético, los pacientes con implantes de titanio pueden ser examinados con seguridad mediante imágenes por resonancia magnética. La preparación del titanio para su uso en implantes corporales requiere que se trate bajo un arco de plasma de alta temperatura para eliminar los átomos superficiales, exponiendo los átomos subyacentes de titanio en el proceso.

### Almacenaje de residuos nucleares
La resistencia a la corrosión del titanio hizo que los contenedores de este material fueran investigados para su uso en el almacenaje a largo plazo de residuos nucleares, determinando que es posible fabricar contenedores que pueden durar hasta 100 000 años siempre que el proceso cumpla una serie de condiciones de fabricación determinadas para reducir los posibles defectos. Puede también emplearse como protector antigoteo sobre otros tipos de contenedores para ayudar en la contención de los residuos guardados en ellos.

## Precauciones

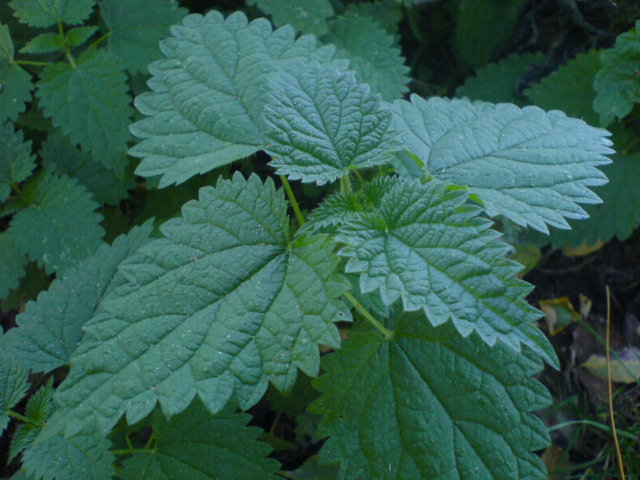
La Urtica dioica puede contener hasta 80 partes por millón de titanio.

El titanio no es tóxico aún en grandes dosis y no desempeña ningún papel biológico natural en el cuerpo humano. Se estima que los humanos ingieren una cantidad de 0,8 miligramos de titanio cada día, aunque en su mayoría es expulsado posteriormente sin que el cuerpo lo absorba. Sin embargo, el titanio sí tiene tendencia a acumularse biológicamente en tejidos que contienen sílice, y un estudio de 2011 indicó una posible conexión entre el titanio y el síndrome de la uña amarilla. También hay indicios de la existencia de un mecanismo desconocido en algunas plantas que usarían el titanio para estimular la producción de carbohidratos y ayudarles a crecer, lo que explicaría por qué muchas plantas contienen entre 1 y 2 partes por millón de titanio, llegando hasta las 80 partes por millón en los géneros Equisetum y Urtica. Las especies de hongos Marasmius oreades y Hypholoma capnoides pueden bioconvertir el titanio en suelos contaminados con este metal. En forma de polvo o virutas, el metal de titanio presenta un riesgo significativo de incendio, y al calentarse en el aire también existe un riesgo de explosión. Los métodos de extinción del fuego basados en agua y dióxido de carbono no son efectivos con el titanio ardiendo, por lo que se requiere el uso de extintores de clase D para tratar con incendios causados por este metal. Cuando se emplea en la producción o manejo de cloro debe tenerse la precaución de usar el titanio solo en lugares en los que no se exponga a gas seco de cloro, ya que puede provocar un fuego. El titanio también puede llegar a arder cuando se pone en contacto una superficie que aún no consiguió el estado de oxidación con oxígeno líquido.